# 馮登府
馮登府（1783年2月12日—1841年12月7日），字雲伯，號勺園，又號柳東，浙江嘉興梅裡人，清代經學家，浙西詞派後期的代表人物。出生於乾隆四十八年，卒於清宣宗道光二十一年十月二十五日（辛醜年，乙巳日）。專長音律學、訓詁學、金石學。以著書立說為主，對於經史百書無所不通。

## 生平[1][4]

#### 早期
曾經跟隨阮元到處學習遊歷，阮元很看重他的學問，讓他加入學海堂做經學老師，固而融洽。亦與同鄉李富孫交往特別密切，亦在每寫了一本書之前都會與他商討。

#### 中期
人到中年時，遊歷福建，期間修編《鹽法志》、《福建通志》，名聲大響整個海溫嶠。在清嘉慶二十三年（ 1818 ）中舉人，嘉慶二十五年（ 1820 ）再中進士，期後改任翰林院庶吉士。被任命爲福建將樂縣知縣，但不久以母親因病而辭官返鄉盡孝。

##### 晚期
不久以母親因病逝而辭官。在服喪期滿後，任命寧波府教授。因為大吏看重他的才能，打算推薦他，可是馮極力推辭不就，後來告歸故鄉，得病，修築了勺園任命頤養天年。鴉片戰爭爆出發以後，寧波淪陷的消息傳回來，馮登府憂憤交加，病重而死。

## 後世影響
馮登府一生以著書立說爲業，雖然當官的過程很多挫折，但也不會因做官的道路上所羈牽絆。其對經史百家沒有不廣聽說博聞強記，而儒家經典的造詣尤深。登府古文宗桐城派，詩宗朱彝尊，兼工之詞。都是精銳的篆刻，喜歡聲律，他的興趣非常廣泛，尤其他熟悉金石掌故，又專心於訓詁之學。他所著的《石經補考》，對漢、魏唐蜀和本朝石經詳加甄錄用，成爲後代研究石經的參考的重要典籍。阮元等學者和陳登府有文字之交，曾分別爲登府刊行的《三家詩異文疏證》、《金石綜例》、《論語異文疏證》補遺等書。登府與同鄉李富孫友的感情是最祕密的密切，每次寫書一定會與他反覆商量。中年遊歷福建時，郭應聘修撰《福建鹽法志》、《福建通志》等，爲大多數福建人所推崇。馮登府一生著名的作品數量眾多，著作有《文集》 8 卷、《詩經》 4 卷、詞 4 卷，還著有《小被貶爲仙館摭言》10 卷、《斟酌史岩摘取談》十卷、《梵雅》1 卷、《金屑錄》4 卷、《石余錄》4 卷、《石經考異》12 卷、《浙江磚錄》4 卷等 ，均《清史列傳》並傳於世，並輯有《浙西後六家詞選》、《梅里詞輯》等書。
在《三家詩異文疏證》和《三家詩違說》中，《三家詩異文疏證》被收入學海堂，被後世流傳；而《三家詩違說》則只有手抄本，至近年才被《續修四年全書》收印，才被廣泛讀者所參閱。而馮登府在《詩》學的思想因為《三家詩違說》的出印有了新的突破，又在《三家詩異文疏證》的基礎上互相對應，讓後人看著兩書間輯佚時觀點的變化，從而看出馮登府在《詩》學的思想如何演進。

## 評價
「在大吏重其才，將薦之朝，力辭，賦詩見志雲：邱為奉母貧常樂，彭澤辭官老益堅。」
「阮文達公為刻補考三家詩異文疏，徐辛庵侍郎士芬為刻金石綜例，李昶林宮贊泰交為刻論語異文疏證。」
「 厚祿早看同舍貴，新書難得故人刊」
「馮柳東生於詞人薈萃之鄉，承朱、李諸老之後，意欲獨樹一幟，故其詞輒戛戛生造，可謂有志之士矣。」
「柳東先生博雅，工詩、古文，尤喜為詞。纏綿哀豔，綠意紅腔，直入竹垞、樊榭諸公之室。」形容馮登府早期的寫作風格。